# 배서 (법)
배서(背書) 또는 이서(裏書)는 서면 뒤에 글을 쓰는 일 또는 뒷보증을 가리킨다. 일반적으로 어음 또는 수표에 행해지는 상법 상의 배서를 가리키며, 어음(이하 수표를 포함한다)의 유통성을 높이기 위해 법률에 의해 특칙으로 인정된 어음의 간편한 양도방법이다.
배서의 세 가지 요소는 배서인의 기명날인 또는 서명, 배서문언, 그리고 피배서인의 기재로, 어음의 소유자인 배서인이 어음상 권리를 타인인 피배서인에게 이전한다는 뜻을 어음의 이면에 기재하고 기명날인 또는 서명을 하함으로써 어음을 타인에게 교부하여 양도할 수 있다.
배서에 대한 견해는 크게 두 가지로 나뉜다.
- 배서에 의하여 배서인의 권리가 피배서인에게 이전되는 것이므로 피배서인의 권리취득은 승계취득의 일종이라고 보는 견해
- 피배서인이 어음의 소유권을 취득함으로 인해 어음상 권리를 원시적으로 취득한다고 보는 견해

## 백지식배서
백지식배서는 피배서인의 기재가 생략된 배서를 뜻한다.

## 양도배서
배서라고 함은 보통 어음상의 권리를 양도하기 위한 배서를 가리키지만 그 이외의 배서도 있으므로 이들과 구별하기 위하여 양도배서라고 한다. 양도배서에는 반드시 배면에 기재할 필요는 없고 표면에 보전을 붙여 기재하여도 좋다.

## 특수배서
특수배서(特殊背書)는 여러 형태를 지닌 배서이다. 배서는 무조건임을 요하며(어음 12조, 77조 1항), 조건을 붙인 배서나 어음 금액의 일부를 양도하는 배서는 이를 인정하지 않는다. 특수배서의 하나인 소지인 출급식 배서(所持人出給式背書)는 피배서인을 지정하지 아니하고 다만 소지인에게 지급할 것을 기재한 배서로서 이 배서는 백지식배서와 동일한 효력이 있다(어음 12조 3항, 77조 1항).  이 외에 환배서(還背書)·기한후배서(期限後背書)·무담보배서·배서금지배서(背書禁止背書) 등이 있으며 이들은 양도배서 중 특수한 것이다.  보통 배서라고 하면 양도배서를 의미하지만 그렇지 아니한 배서도 있다. 즉 입질배서(入質背書)·추심위임배서(推尋委任背書)의 두 가지가 있다. 특수배서라고 함은 오직 이 두 가지만을 가리키는 경우도 있다.

### 환배서
환배서(還背書)는 어음상의 채무자를 피배서인으로 한 배서양도를 말하며 역배서(逆背書)라고도 한다(어음 11조 3항, 77조 1항).  환배서가 있는 때에는 어음상의 권리와 의무가 동일한 주체에 귀속하기 때문에 일반법상 어음채권은 혼동(混同)으로 인하여 소멸하게 될 것이다(민법 507조). 그러나 어음상의 당사자의 관념은 형식적인 것이므로 마치 당사자 자격의 겸병(兼倂)이 인정되는 것과 같은 취지에서 이 경우에도 혼동이 생기지 아니하며 피배서인은 다시 그 어음을 타인에게 배서양도할 수 있는 것이다(어음 11조 3항, 77조 1항).  발행인이 어음의 환배서를 받는 경우에는 자기의 전자(前者)는 발행을 표준으로 할 때에는 전부 자기의 후자(後者)이며, 자기에 대한 상환청구권자가 된다. 따라서 발행인인 소지인은 자기의 전자에 대해 어음상의 권리를 행사할 수 없는 것과 같은 결과가 된다. 그러나 발행인이 후자를 위하여 특히 보증의 목적으로 발행인이 된 경우에는 그 후자에 대하여 상환청구권을 행사할 수가 있다.  또 발행인이 환배서에 의하여 취득한 어음을 다시 배서 양도한 경우 그 양수인은 모든 전자에 대하여 반대채권의 대항을 받지 아니하고 어음상의 권리를 행사할 수가 있다.  배서인이 환배서에 의하여 어음을 취득한 경우에는 중간배서인, 즉 자기가 한 배서를 표준으로 하여 자기의 후자가 되는 어음채무자에 대하여 반대채권으로서 대항을 받게 되나 자기의 배서를 표준으로 한 기타의 전자에 대해서만은 아무런 반대채권의 대항 없이 상환청구권을 행사할 수 있다.  환배서에 의하여 어음을 취득한 피배서인은 자기의 전자가 환배서의 배서인에 대하여 가진 항변으로써는 악의가 없는 한 대항받지 않으나 자기의 전자가 자기에 대하여 원래 가졌던 항변은 일단 선의의 피배서인에 대하여는 사라졌던 것이라도 자기의 소지인으로서 권리를 행사하는 경우에는 역시 그 대항을 받게 된다.

### 기한후배서
기한후배서(期限後背書)는 지급거절증서(支給拒絶證書) 작성 후 또는 그 작성기간 경과 후의 배서를 말하며 '후배서(後背書)'라고도 한다(어음 20조 1항, 77조 1항).  배서는 만기까지 하는 것이 보통이지만 만기 후에 한 배서에 대해서도 만기 전의 배서와 동일한 효력이 인정되어 있다(어음 20조 1항 본문, 27조 1항). 그러나 지급거절증서가 작성되지 않아도 작성기간(어음 44조 3항, 77조 1항)이 경과한 후에 배서를 한 경우에는 이미 소구(遡求) '단계'에 들어가고 있는 것이며 통상의 배서의 경우와 같은 강력한 효력을 인정할 필요가 없으므로 어음법은 특별규정을 두게 된 것이다.  배서의 방식은 통상의 배서와 같으며 일자의 기재도 요건이 아니고 기명식이든 백지식이든 무방하다.  기한후배서에 의하여 어음상의 권리가 이전하기는 하나(移轉的效力) 피배서인은 배서인이 가졌던 권리를 취득하는 데 불과하다. 즉 거절증서가 작성되어 있는 때에는 전자에 대한 상환청구권을 취득하게 되지만 그렇지 않으면 아무런 권리도 취득하지 못하는 것이 된다. 뿐만 아니라 항변의 절단도 생기지 아니한다.  기한후배서의 경우에는 통상의 배서와는 달리 유통을 보호할 필요가 없으므로 지명(指名)채권 양도의 효력만이 인정된다(어음 20조 1항 단서, 77조 1항). 즉 배서인은 어음 외의 관계에 있어서의 책임은 별론(別論)으로 하고 어음상의 책임을 지지 않으며 따라서 담보적 효력이 없다.  기한후배서에 의하여 어음이 유통된 경우에도 자격수여적 효력이 있으므로 배서가 연속된 때에 피배서인은 실질적 자격을 증명할 필요 없이 어음상의 권리를 행사할 수 있다.

### 무담보배서
배서인이 어음상의 담보책임을 지지 아니하는 뜻의 기재를 어음상에 한 배서를 무담보배서라고 한다(어음 15조 1항, 77조 1항).  이러한 기재를 한 배서의 경우에는 그에 따라 배서인의 담보책임이 없거나 제한된다. 무담보배서를 한 배서인은 직접의 피배서인에 대해서뿐만 아니라 후자의 전원에 대하여 담보책임이 없다. 그러나 그 어음의 신용은 현저하게 해하게 되므로 실제로 그 어음은 배서유통이 어렵게 된다. 따라서 담보책임을 지지 아니하는 배서를 하려고 할 때에는 미리 어음을 취득할 때에 백지수취(白地受取) 또는 백지배서의 방식에 의하여 수취하고, 이를 그대로 타인에게 교부하면 자기의 이름은 어음상에 남아 있지 않으므로 담보책임을 면하게 된다.

### 배서금지배서
새로운 배서를 금하는 뜻(禁轉背書文句)을 기재한 배서가 배서금지배서로서 '금전배서(禁轉背書)'라고도 한다(어음 15조 2항, 77조 1항). 발행인이 발행한 배서금지어음과 달라서 새로운 배서가 전연 무효가 아니고(어음 11조 2항, 77조 1항) 배서는 그 후에도 유효하지만 담보적 효력에 있어서 직접의 피배서인에 대해서만 담보책임을 질 뿐 그 후의 피배서인들에 대하여서는 이를 지지 아니한다(어음 15조 2항, 후단 77조 1항).

## 입질배서
입질배서(入質背書)는 어음상의 권리에 질권을 설정할 목적으로 그 뜻을 기재한 배서를 말한다(어음 19조 1항, 77조 1항). 입질문구는 '입질하기 위하여' '담보하기 위하여' 기타 질권설정을 표시하는 문언을 부기함으로써 한다. 배서란에 '목적' 또 '부기(附記)' 등이라고 인쇄된 부분이 어음용지에 있으므로 여기에 기입하면 된다.  입질배서에 의하여 피배서인은 배서인에 속하는 어음상의 권리 위에 질권을 취득하며 그 결과 피배서인은 어음상의 모든 권리를 행사할 수 있다(어음 19조 1항, 77조 1항). 입질배서의 피배서인은 자기 고유의 권리에 기하여 어음상의 권리를 행사하는 것이다. 따라서 어음채무자는 피배서인에게 악의가 없는 한 배서인에 대한 항변으로써 이에 대항하지 못하는 동시에 피배서인에 대한 항변은 모두 이에 대항할 수 있다(어음 19조 2항, 77조 1항).  입질배서의 피배서인은 어음상의 권리를 취득하는 것은 아니다. 즉 입질배서에는 이전적 효력은 없다. 따라서 입질배서의 피배서인은 어음상의 권리를 처분할 권한이 없으며 다시 양도배서나 입질배서를 하지 못한다. 그리고 입질배서의 피배서인이 한 배서는 그 기재의 형식에 불구하고 추심위임배서로서의 효력을 가질 뿐이다.  질권을 취득한 피배서인은 어음의 만기에 당연히 어음금액을 발행인으로부터 추심한다. 이 어음금액이 채권액보다 많은 경우에 그 차액은 배서인에게 반환하여야 할 것이다(민 353조).  입질배서에는 이전적 효력은 없으나 자격수여적 효력은 있다. 즉 어음채무자는 배서가 연속되어 있는 이상 배서의 진부(眞否)를 조사하지 않고 소지인에 대하여 지급을 할 수가 있다(어음 40조 3항, 77조 1항).  입질배서의 담보적 효력은 이를 인정하여야 할 것이다. 즉 피배서인은 실질적인 질권을 취득하게 되므로 이를 확보하기 위해서는 이를 담보하여 피배서인을 보호할 필요가 있기 때문이다.

### 숨은 입질배서
입질문구를 기재하지 않고 통상의 양도배서의 형식을 취하여 어음 외의 계약으로서 입질의 의미를 가지고 있는 것을 숨은 입질배서라고 한다.  이 경우에 피배서인은 어음상으로는 완전한 권리자이기 때문에 타인에게 배서양도하여도 당연히 유효로 인정된다. 어음금액과 채권액과의 차액결제는 전혀 어음 외의 약속으므로 어음관계자는 사정을 알든 모르든 불문한다.

## 추심위임배서
추심위임배서(推尋委任背書)는 배서인이 피배서인에게 어음상의 권리를 행사할 권한(대리권)만을 주는 것을 목적으로 하는 배서를 말하며 '대리배서'·'추심배서'·'권한배서'·'위임배서'라고도 한다. 배서방식으로서는 배서에 '회수(回收)하기 위하여'·'추심하기 위하여'·'대리를 위하여' 기타 단순히 대리권수여를 표시하는 문언을 부기하여서 하며(어음 18조 1항, 77조 1항), 그 이외는 양도배서에서와 같다. 추심위임배서는 기명식으로 할 수 있고 또 백지식으로도 할 수 있다.  추심위임배서는 대리권수여의 효력과 자격수여적 효력을 가지나 이전적 효력과 담보적 효력은 없다. 따라서 피배서인은 배서인의 대리인으로서 어음추심의 대리권을 취득하며 어음상의 권리를 취득하는 것은 아니다.  그 대리권의 범위는 어음상의 권리를 행사하는 데 필요한 모든 재판상 또는 재판 외의 행위(예；支給請求·遡求請求·訴의 提起 등)에 미친다.  피배서인은 배서인의 대리인인 성질상 어음채무자는 배서인에게 대항할 수 있는 항변으로써만 피배서인에게 대항할 수 있다. 그러나 피배서인 자신에 대하여 가지는 항변으로써 피배서인에게 대항할 수 없다(어음 18조 2항, 77조 1항).  어음상의 권리자인 배서인은 추심위임배서를 함으로써 어음상의 권리를 상실하는 것은 아니므로 그 배서를 말소하거나 말소하지 않고 자신이 직접 추심을 하고 또는 양도배서를 할 수 있다.  배서인은 추심의 목적을 달성하지 못하는 때에는 언제든지 어음을 회수할 수 있다. 피배서인의 대리권인 추심권한은 위임자인 배서인이 사망하거나 무능력자로 되어도 이로 인하여 소멸하지 아니한다(어음 18조 3항, 77조 1항).

### 숨은 추심위임배서
추심위임의 목적으로 하는 양도배서를 숨은 추심위임배서라 하며, 외관상으로는 전연 통상의 배서와 다름이 없으므로 그 효력도 양도배서의 경우와 같다.  어음상의 권리는 피배서인에게 이전하나 피배서인은 추심을 위해서만 어음상의 권리를 행사할 수 있고 그 추심의 목적을 달성하였을 때에는 그 어음금액을, 그리고 그 목적을 달성하지 못한 때에는 어음을 배서인에게 반환할 어음 외의 의무를 부담하는 것이다.  어음상의 권리는 피배서인에게 이전된다. 이 경우에는 통상의 양도배서에 의한 항변절단의 효과를 인정하게 되는 결과 어음채무자가 배서인에게 대항할 수 있는 항변으로써 피배서인에게 대항할 수 없게 된다. 이 경우 어음채무자의 보호로서는 악의(惡意)의 항변이 있으며 실제에 있어서 추심위임관계가 존재한다는 것은 이 경우에는 악의의 항변에 해당하는 것이 될 것이다.  피배서인이 파산선고를 받은 경우 어음은 파산재단에 속하고 배서인은 환취권(還取權)을 행사하지 못하게 된다(파산 79조).